# تیلینگ
تیلینگ (به لاتین: Tieling) یک Prefecture-level city در China است که در Liaoning واقع شده‌است.

## خصوصیات
تیلینگ ۱۲٬۹۶۶ کیلومترمربع مساحت و ۲٬۷۱۷٬۷۳۲ نفر جمعیت دارد.